# رانی ری اسمیت
رانی ری اسمیت (انگلیسی: Ronnie Ray Smith; ۲۸ مارس ۱۹۴۹ – ۳۱ مارس ۲۰۱۳) دونده اهل ایالات متحده آمریکا بود.
وی در مسابقات کشوری و بین‌المللی در مجموع برندهٔ ۱ مدال طلا شده‌است.